# Byasi
Byasi (nep. व्यासी) – gaun wikas samiti w zachodniej części Nepalu w strefie Seti w dystrykcie Bajhang. Według nepalskiego spisu powszechnego z 2011 roku liczył on 718 gospodarstw domowych i 4236 mieszkańców (2225 kobiet i 2011 mężczyzn).